# Lincoln Heights
Lincoln Heights és una població dels Estats Units a l'estat d'Ohio. Segons el cens del 2000 tenia 4.113 habitants.

## Demografia
Segons el cens del 2000, Lincoln Heights tenia 4.113 habitants, 1.593 habitatges, i 1.062 famílies. La densitat de població era de 2.146 habitants/km².
Dels 1.593 habitatges en un 35,4% hi vivien nens de menys de 18 anys, en un 21,6% hi vivien parelles casades, en un 40,6% dones solteres, i en un 33,3% no eren unitats familiars. En el 30,6% dels habitatges hi vivien persones soles el 12,7% de les quals corresponia a persones de 65 anys o més que vivien soles. El nombre mitjà de persones vivint en cada habitatge era de 2,58 i el nombre mitjà de persones que vivien en cada família era de 3,21.
Per edats la població es repartia de la següent manera: un 34,2% tenia menys de 18 anys, un 9,5% entre 18 i 24, un 24,8% entre 25 i 44, un 18,8% de 45 a 60 i un 12,6% 65 anys o més.
L'edat mediana era de 31 anys. Per cada 100 dones de 18 o més anys hi havia 99,3 homes.
La renda mediana per habitatge era de 19.834 $ i la renda mediana per família de 22.500 $. Els homes tenien una renda mediana de 24.050 $ mentre que les dones 21.858 $. La renda per capita de la població era de 12.121 $. Aproximadament el 26,6% de les famílies i el 29,9% de la població estaven per davall del llindar de pobresa.

## Poblacions més properes
El següent diagrama mostra les poblacions més properes.